# Alma Lund
Alma Lund, född Wikström 30 april 1854 i Åbo, död 9 oktober 1932 i Oslo, var en finländsk operasångerska (sopran) och skådespelerska. 
Lund var först engagerad vid Finska operan i Helsingfors, senare vid det Novanderska sällskapet i Sverige (1885), och vid Den Nationale Scene i Bergen. Hon sjöng i kören vid Nationaltheatret i Kristiania, då teatern öppnade 1899, och hade en del småroller. Marta i Faust var hennes största roll. Hon drog sig tillbaka 1920.
Alma Lund hade den första kvinnliga huvudrollen i den första norska spelfilmen, Fiskerlivets farer från 1907.
Hon var gift med operasångaren Bjarne Lund (1858–1894).